# Palestina de los Altos
Palestina de los Altos är en kommunhuvudort i Guatemala.   Den ligger i departementet Departamento de Quetzaltenango, i den västra delen av landet, 130 km väster om huvudstaden Guatemala City. Palestina de los Altos ligger 2 610 meter över havet och antalet invånare är 1 691.
Terrängen runt Palestina de los Altos är kuperad åt nordost, men åt sydväst är den bergig. Runt Palestina de los Altos är det tätbefolkat, med 343 invånare per kvadratkilometer. Närmaste större samhälle är San Pedro Sacatepéquez, 8,1 km nordväst om Palestina de los Altos. I omgivningarna runt Palestina de los Altos växer huvudsakligen savannskog.